# San Marcos (Guerrero)
San Marcos è un comune del Messico, situato nello stato di Guerrero.